# Шоден (Немачка)
Шоден (њем. Schoden) општина је у њемачкој савезној држави Рајна-Палатинат. Једно је од 103 општинска средишта округа Трир-Сарбург. Према процјени из 2010. у општини је живјело 731 становника. Посједује регионалну шифру (AGS) 7235122.

## Географски и демографски подаци
Шоден се налази у савезној држави Рајна-Палатинат у округу Трир-Сарбург. Општина се налази на надморској висини од 130 метара. Површина општине износи 5,1 km². У самом мјесту је, према процјени из 2010. године, живјело 731 становника. Просјечна густина становништва износи 142 становника/km².